# Ho (llengua)
Ho (o Bihar Ho i Lanka Kol) és una llengua del grup de llengües munda de la família austroasiàtica parlada a l'Índia oriental pel poble Ho.
És una llengua parlada per més d'un milió de persones.
S'escriu en els alfabets Devanagari i Varang Kshiti.